# Aubrey Anderson-Emmons
Aubrey Anderson-Emmons (* 6. června 2007, Santa Monica) je americká herečka. Její nejznámější rolí je Lily Tucker-Pritchett v seriálu Taková moderní rodinka, za kterou společně s ostatními herci získala tři Ceny Sdružení filmových a televizních herců pro nejlepší obsazení komediálního seriálu.

## Životopis
Narodila se v Santa Monice v Kalifornii. Její matka je korejsko-americká komička a herečka Amy Anderson a otec úspěšný podnikatel v odvětví médií Kent Emmons. Její rodiče jsou rozvedení. Má nevlastní sestru Ashley Emmons žijící v Missouri.
Ztvárnila Lily Tucker-Pritchett, adoptovanou dceru Camerona a Mitchella, v sitcomu Taková moderní rodinka, za kterou získala Cenu Sdružení filmových a televizních herců za nejlepší výkon obsazení komediálního seriálu společně s ostatními herci seriálu.
Spolu se svou matkou Amy vytváří pořad FoodMania Review na YouTube.

## Filmografie
| Rok   | Název                  | Role                  | Poznámky                                              |
| ----- | ---------------------- | --------------------- | ----------------------------------------------------- |
| 2011— | Taková moderní rodinka | Lily Tucker-Pritchett | Hlavní postava                                        |
| 2016  | Arthur                 | (hlas)                | Epizoda: „Let's Make a Choice/Something About Edward“ |

## Ocenění

### Získaná
- 2011 – Screen Actors Guild Award pro nejlepší výkon obsazení v komediálním seriálu (Taková moderní rodinka)
- 2012 – Screen Actors Guild Award pro nejlepší výkon obsazení v komediálním seriálu (Taková moderní rodinka)
- 2013 – Screen Actors Guild Award pro nejlepší výkon obsazení v komediálním seriálu (Taková moderní rodinka)

### Nominace
- 2014 – Screen Actors Guild Award pro nejlepší výkon obsazení v komediálním seriálu (Taková moderní rodinka)
- 2015 – Screen Actors Guild Award pro nejlepší výkon obsazení v komediálním seriálu (Taková moderní rodinka)
- 2016 – Screen Actors Guild Award pro nejlepší výkon obsazení v komediálním seriálu (Taková moderní rodinka)